# David Cox (statisticien)
Pour les articles homonymes, voir David Cox et Cox.
Sir David Cox (né David Roxbee Cox le 15 juillet 1924 à Birmingham, Angleterre et mort le 18 janvier 2022) est un statisticien britannique.

## Carrière
David Cox étudie les mathématiques à l'université de Cambridge et obtient son Ph.D. à l'université de Leeds en 1949, pour lequel il est dirigé par Henry Daniels et Bernard Welch (en).
Il est employé de 1944 à 1946 par le Royal Aircraft Establishment, de 1946 à 1950 par la Wool Industries Research Association à Leeds.
De 1950 à 1956, il travaille au laboratoire de statistique à l'université de Cambridge. De 1956 à 1966, il est assistant puis professeur de statistique au Birkbeck College de l'université de Londres. De 1966 à 1988, il est assistant puis professeur de statistique au College impérial de Londres. En 1988, il devient directeur du Nuffield College et membre du département de statistique à l'université d'Oxford.
De 1979 à 1981 David Cox est président de la Société Bernoulli.
Il prend sa retraite en 1994.

## Vie personnelle
En 1947, il épouse Joyce Drummond ; ils ont quatre enfants et deux petits-enfants.

## Distinctions
- 1961 : Médaille Guy d'argent
- 1973 : Médaille Guy d'or
- 1988 : docteur honoris causa de l'université de Hasselt[2]
- 2005 : Médaille George-Box
- 2010 : Médaille Copley
- 2016 : Prix Leroy P. Steele, conjointement avec Donal O'Shea et John B. Little[3]
- 2017 : Prix international de statistiques

## Contributions
David Cox fait œuvre de pionnier et apporte d'importantes contributions dans de nombreux domaines de la statistique et des probabilités appliquées, dont la plus connue est peut-être le modèle de régression de Cox, qui est largement utilisé dans l'analyse des données de survie. Un exemple dans la recherche médicale est le temps de survie, qui peut être relié aux données sur les patients comme l'âge, l'alimentation ou l'exposition à certaines substances chimiques. Le processus de Cox est ainsi nommé en son honneur.

## Publications
Jusqu'en juin 2005, David Cox a écrit ou coécrit 300 articles ou livres. De 1966 à 1991 il est l'éditeur de Biometrika. Voici la liste de ses livres :
- Planning of experiments (1958)
- Queues (Methuen, 1961) avec Walter L. Smith (en)
- The theory of stochastic processes (1965) avec Hilton David Miller
- Analysis of binary data (1969) avec Joyce E. Snell
- Theoretical statistics (1974) avec David V. Hinkley (en)
- Point processes (Chapman & Hall/CRC, 1980) avec Valerie Isham
- Applied statistics, principles and examples (Chapman & Hall/CRC, 1981) avec Joyce E. Snell
- Analysis of survival data (Chapman & Hall/CRC, 1984) avec David Oakes
- Asymptotic techniques for use in statistics(1989) avec Ole Barndorff-Nielsen (en)
- The collected works of John Tukey (Chapman & Hall/CRC, 1992), éd.
- Inference and asymptotics (Chapman & Hall/CRC, 1994), avec Ole Barndorff-Nielsen
- Multivariate dependencies, models, analysis and interpretation (Chapman & Hall, 1995) avec Nanny Wermuth
- Time series models in econometrics, finance and others (Chapman & Hall/CRC, 1996) avec D. V. Hinkley et Ole Barndorff-Nielsen (éd.)
- The theory of design of experiments (Chapman & Hall/CRC, 2000) avec Nancy Reid
- Complex stochastic systems (Chapman & Hall/CRC, 2000) avec Ole Barndorff-Nielsen et Claudia Klüppelberg (de)
- (en) Biometrika : One Hundred Years, Oxford, OUP, 2001, 277 p. (ISBN 0-19-850993-6, lire en ligne), avec D. M. Titterington (éd.)
- Components of variance (Chapman & Hall/CRC, 2003) avec P. J. Solomon
- Principles of Statistical Inference, CUP, 2006  (ISBN 978-0-521-68567-2)
- Selected Statistical Papers of Sir David Cox, 2 vol.
- Principles of Applied Statistics (CUP), avec Christl A. Donnelly